# Volkmar Scholz
Volkmar Scholz (* 20. Mai 1965 in Berlin-Dahlem) ist ein ehemaliger deutscher Leichtathlet, der sich auf das Gehen spezialisiert hatte.

## Karriere
Der West-Berliner ging für den Berliner SV 92, nur von 1997 bis 1999 war er beim OSC Berlin. Bei den Deutschen Meisterschaften 1987 und 1989 gewann er den Titel über 20 Kilometer. 1988 und 1990 wurde er Zweiter. In der Mannschaftswertung siegte er zusammen mit Andreas Hühmer und Detlev Winkler 1989 und 1990. 1987 und 1990 wurde Scholz auch Zweiter über 50 Kilometer, 1992 und 1993 belegte er den dritten Platz. 1992 und 1993 gehörte er zur siegreichen Mannschaft des Berliner SV, 1997 gewann er mit dem OSC Berlin.
International nahm Scholz von 1986 bis 1994 an 13 Länderkämpfen oder internationalen Meisterschaften teil. Bei den Europameisterschaften 1990 in Split erreichten von 31 Startern nur 15 das Ziel. Volkmar Scholz als einziger Vertreter der Bundesrepublik belegte den 15. Platz. Bei der Universiade 1991 erreichte er den elften Platz über 20 Kilometer.
Volkmar Scholz ist Architekt in Berlin. Er heiratete 1992 die Siebenkämpferin Marion Zillwich.